# أندرو بيركين
أندرو بيركين (بالإنجليزية: Andrew Birkin)‏ هو كاتب سيناريو ومخرج وممثل بريطاني، ولد في 9 ديسمبر 1945 في المملكة المتحدة.

## أعمال

### أفلام
- (2006)  قصة قاتل

## ترشيحات
- جائزة الأوسكار لأفضل فيلم حي قصير

## وصلات خارجية
- أندرو بيركين على موقع IMDb (الإنجليزية)
- أندرو بيركين على موقع مونزينجر (الألمانية)
- أندرو بيركين على موقع ألو سيني (الفرنسية)
- أندرو بيركين على موقع أول موفي (الإنجليزية)
- أندرو بيركين على موقع قاعدة بيانات الأفلام السويدية (السويدية)
- أندرو بيركين على موقع ديسكوغز (الإنجليزية)
- أندرو بيركين على موقع قاعدة بيانات الفيلم (الإنجليزية)
- أندرو بيركين على موقع كينوبويسك (الروسية)